# 881 v.Chr.

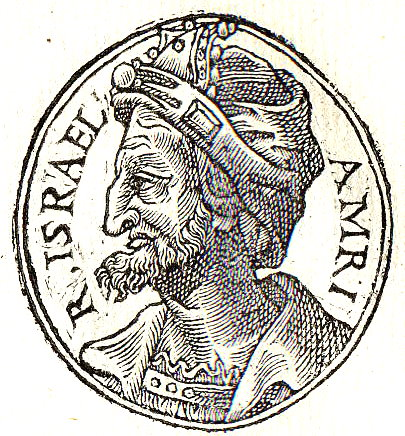
Koning Omri (881 - 869 v.Chr.)

Het jaar 881 v.Chr. is een jaartal volgens de christelijke jaartelling.

## Gebeurtenissen

### Israël
- Begin van de regeerperiode van Omri, koning van Israël (einde van de periode: 869 v.Chr.)
- Stichting van een nieuwe hoofdstad Samaria (huidige Palestina).